# HMAS Stalwart (A304)

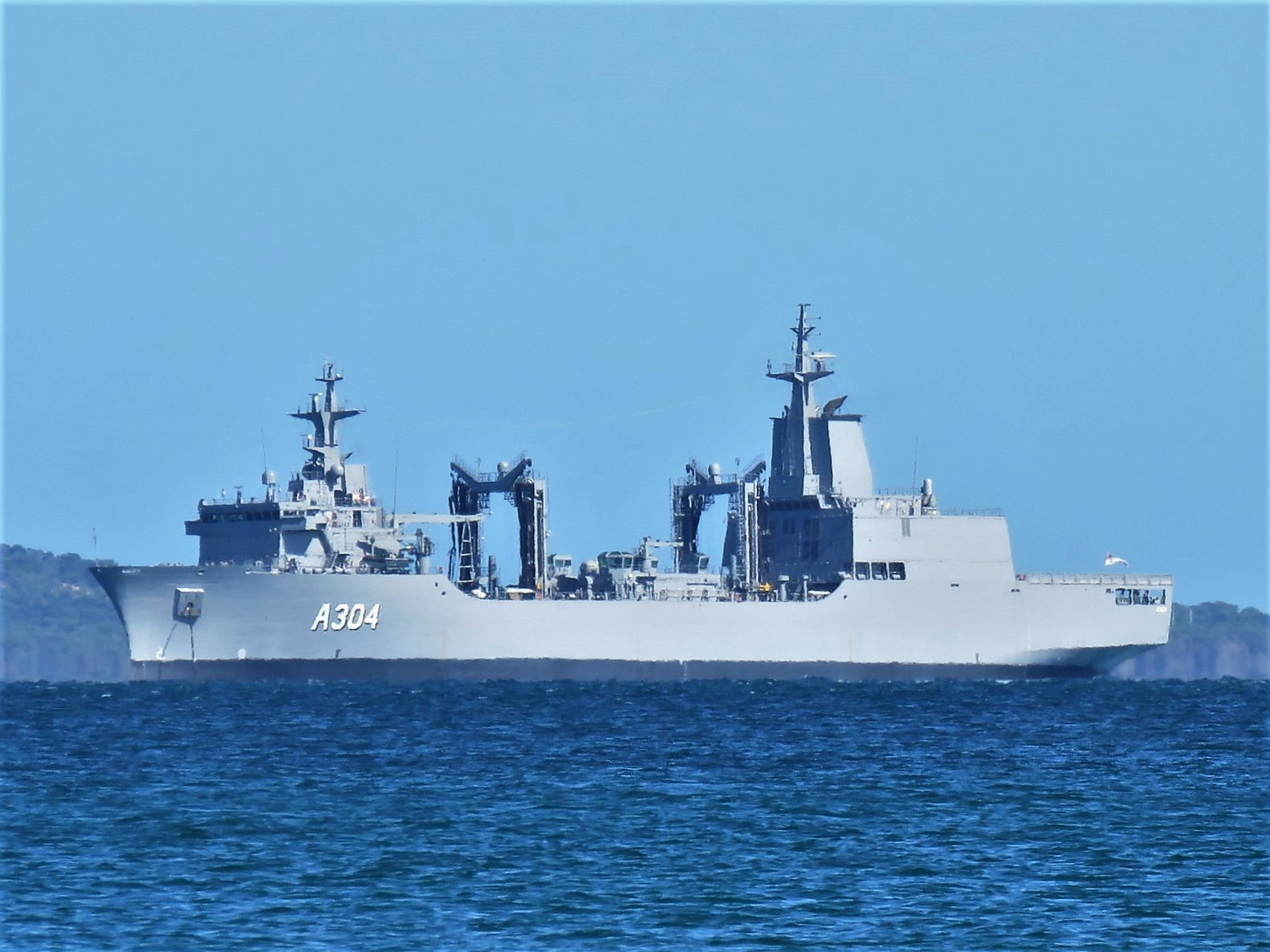
El HMAS Stalwart

El HMAS Stalwart (A304) es un buque de abastecimiento en servicio con la Royal Australian Navy (RAN) desde 2021. Es la segunda unidad de la clase Supply, siendo la primera el HMAS Supply.

## Construcción y puesta en servicio
Construido por Navantia en el astillero de Ferrol (España), fue asignado en la RAN en noviembre de 2021. Su apostadero es la Fleet Base West de Rockingham (Australia Occidental).